# Teesside Steelers 2018
Questa voce raccoglie le informazioni riguardanti le Teesside Steelers nelle competizioni ufficiali della stagione 2018.

## Sapphire Series Division 2A 2018

### Stagione regolare
| Chester 10 febbraio 2018 | Sandwell Steelers | 8 – 13 | Teesside Steelers |  |

| Chester 10 febbraio 2018 | Teesside Steelers | 15 – 22 | Chester Romans |  |

| Sandwell 24 febbraio 2018 | Teesside Steelers | 0 – 1 (a tavolino) | Portsmouth Dreadnoughts |  |

| Sandwell 24 febbraio 2018 | Wembley Stallions | 1 – 0 (a tavolino) | Teesside Steelers |  |

| Teesside 3 marzo 2018 | Sandwell Steelers | - – - | Teesside Steelers |  |

| Teesside 3 marzo 2018 | Teesside Steelers | - – - | Chester Romans |  |

### Playoff
| Sandwell 17 marzo 2018 Round One | Wembley Stallions | 19 – 9 | Teesside Steelers |  |

| Sandwell 17 marzo 2018 Finale 5º - 6º posto | Cardiff Valkyries | 0 – 24 | Teesside Steelers |  |

## Statistiche di squadra
| Competizione      | %Vittorie | In casa | In casa | In casa | In casa | In casa | In casa | In trasferta | In trasferta | In trasferta | In trasferta | In trasferta | In trasferta | Totale | Totale | Totale | Totale | Totale | Totale |
| Competizione      | %Vittorie | G       | V       | N       | P       | Pf      | Ps      | G            | V            | N            | P            | Pf           | Ps           | G      | V      | N      | P      | Pf     | Ps     |
| ----------------- | --------- | ------- | ------- | ------- | ------- | ------- | ------- | ------------ | ------------ | ------------ | ------------ | ------------ | ------------ | ------ | ------ | ------ | ------ | ------ | ------ |
| Stagione regolare | .250      | 2       | 0       | 0       | 2       | 15      | 23      | 2            | 1            | 0            | 1            | 13           | 9            | 4      | 1      | 0      | 3      | 28     | 32     |
| Playoff           | .500      | 0       | 0       | 0       | 0       | 0       | 0       | 2            | 1            | 0            | 1            | 33           | 19           | 2      | 1      | 0      | 1      | 33     | 19     |
| Totale            | .333      | 2       | 0       | 0       | 2       | 15      | 23      | 4            | 2            | 0            | 2            | 46           | 28           | 6      | 2      | 0      | 4      | 61     | 51     |